# Арамејски језик
Арамејски језик (империјални арамејски, библијски арамејски) је језик или група језика који припадају семитској подскупини афразијске језичне обитељи. Тачније, он је део северозападне групе семитских језика која укључује и канаанске језике као што су хебрејски и фенички. Арамејска азбука усвојена је као основа за многе друге језике и претеча је хебрејском, сиријском и арапском писму.
Арамејски језик припада групи семитских језика који су говорили Арамејци већ у 12. веку пре Христа. Данас се сматра угроженим језиком.
Говори се у неким крајевима Блиског истока, углавном код старије популације. Његова историја је дуга око 3.100 година и служио је као језик администрације многих царстава и као језик религије говорног језика неколицине семитских народа с Блиског истока. Био је важан језик у време стварања Старог и Новог завета, као и Талмуда и Зохара. Био је то главни језик Јевреја у периоду Другога храма (539. п. н. е. до 70. после Христа). Језик је битан код археолошких проналазака на Блиском истоку.
Арамејски језик је био језик Исуса Христа.

## Развој језика
Историјски и по пореклу, арамејски језик је био језик Арамејаца, народа региона који говори језиком који припада семитској групи језика а насељавали су подручје између северног Леванта и северне долине Тигриса. До око 1000 године пре Христа, Арамејци су имали низ краљевстава у ономе што је сада део Сирије, Либана, Јордана, Турске и ивица јужне Месопотамије (Ирак). Арамејски језик се уздигао до угледа под Нео-асиријским царством (911–605 година пре Христа), под чијим утицајем је Арамејски језик постао престижни језик након што је усвојен као лингуа франка империје од стране асиријских краљева, а његова употреба је раширена по Целој Месопотамији, Леванту и деловима Мале Азије, на Арабијско полуострво и Древни Иран под асирској владавини. Арамејски језик се, на врхунцу свог утицаја, говорио у ономе што је сада Ирак, Сирија, Либан, Израел, Јордан, Кувајт, делови југоисточне и јужне централне Турске, северни делови Арабијског полуострва и делови северозападног Ирана, као и јужни Кавкаски, пошто је постепено заменио неколико других сродних семтичких језика.
Према вавилонском Талмуду (Санхедрин 38б), језик којим је говорио Адам — први човек у Библији — био је арамејски.
Арамејски је био Исусов језик („Јешуа Мхеета“, Јешу, Ешу, Ешо, Ишо на арамејским дијалектима), који је током своје јавне службе говорио галилејским дијалектом, као и језиком неколико делови хебрејске Библије, укључујући делове књига Данила и Језре, као и језик Таргума, арамејског превода хебрејске Библије. То је такође језик Јерусалимског Талмуда, Вавилонског Талмуда и Зохара.
Писци новоасирске бирократије су такође користили арамејски језик, а ову праксу је касније наследило ново-вавилонско царство (605–539. п. н. е.), а касније и Ахеменидско царство (539–330. п. н. е.). Уз посредовање писара који су били обучени у овом језику, високо стандардизовани писани арамејски (који су научници назвали царским арамејским) постепено је такође постао лингуа франца јавног живота, трговине и трговине широм Ахеменидских територија. Широка употреба писаног арамејског је касније довела до усвајања арамејског алфабета и (као логограма) неког арамејског речника у пахлави писмима, које је користило неколико средњоиранских језика (укључујући партски, средњоперсијски, согдијски и хваразмијски).
Неке варијанте арамејског су такође задржане као свети језици од стране одређених верских заједница. Најистакнутији међу њима је класични сиријски, литургијски језик сиријског хришћанства. Користи га неколико заједница, укључујући Асирску цркву Истока, Древну цркву Истока, Халдејску католичку цркву, Сиријску православну цркву, Сиријску католичку цркву, Маронитску цркву, као и хришћане Светог Томе (домаћи хришћани ) и сиријски хришћани (К[К]наиа) из Керале, Индија. Један од арамејских литургијских дијалеката био је мандајски, који је осим што је постао народни језик (неомандајски) остао и литургијски језик мандеизма. Сиријски је такође био литургијски језик неколико сада изумрлих гностичких вера, као што је манихеизам. Неоарамејски језици се и даље говоре у 21. веку као први језик у многим заједницама Асираца, Јевреја Мизрахи (посебно Јевреја Курдистана/Ирачких Јевреја) и Мандејаца са Блиског истока, и са бројем говорника који течно говори у распону од 1 до 2 милиона, при чему су главни неоарамејски језици међу Асирцима/Сирцима суретски (~240.000 говорника) и туројо (~250.000 говорника); поред западног неоарамејског (~3.000) која постоји у само два села у региону Антилибанских планина у западној Сирији. Они су задржали употребу некада доминантног лингуа франца упркос каснијим језичким променама које су доживеле широм Блиског истока.

## Име језика
Везу између халдејског, сиријског и самарићанског као „арамејску“ први пут је идентификовао немачки теолог Јохан Вилхелм Хилигер 1679. године. Године 1819-1821. Улрих Фридрих Коп је објавио своју књигу „Слике и натписи прошлости“ (оригинални назив на немачком језику Bilder und Schriften der Vorzeit), у којој је поставио основу палеографског развоја северозападносемитских писама. Коп је критиковао Жан-Жака Бартелемија и друге научнике који су све тада познате натписе и новчиће окарактерисали као феничанске, са „све је остало Феничанима, а ништа Арамејцима, као да уопште нису могли писати“. Коп је приметио да неке речи на Карпентрас стели одговарају арамејском у Књизи Данила и Књизи о Рути.
Јосиф и Страбон (потоњи цитира Посидонија) обојица су изјавили да су „Сирци“ себе називали „Арамејцима“. Септуагинта, најранија сачувана потпуна копија хебрејске Библије, грчки превод, користила је термине Сирија и Сиријац, где масоретски текст, најранија сачувана хебрејска копија Библије, користи термине арамејски и арамејски; бројне касније библије пратиле су употребу Септуагинте, укључујући верзију краља Џејмса. О овој вези између имена сиријски и арамејски расправљао је 1835. Етјен Марк Кватремер.
У историјским изворима, арамејски језик означавају две посебне групе појмова, од којих је прва представљена ендонимским (домаћим) именима, а друга је представљена разним егзонимским (страног порекла) називима. Изворни (ендонимски) термини за арамејски језик изведени су из истог корена речи као и име његових изворних говорника, старих Арамејаца. Ендонимски облици су такође усвојени у неким другим језицима, попут старог хебрејског. У Тори (хебрејској Библији), „Арам“ се користи као право име за неколико људи, укључујући потомке Шема, Нахора и Јакова. Древни Арам, који се граничио са северним Израелом и оним што се данас зове Сирија, сматра се лингвистичким центром арамејског, језика Арамејаца који су населили ову област током бронзаног доба око 3500. п. н. е. Често се погрешно сматра да је језик настао у Асирији (Ирак). У ствари, Арамејци су свој језик и писмо пренели у Месопотамију добровољном миграцијом, присилним изгнанством освајачких војски и инвазијама номадских Халдеја на Вавилон у периоду од 1200. до 1000. п. н. е.
За разлику од хебрејског, ознаке за арамејски језик у неким другим древним језицима биле су углавном егзонимске. У старогрчком, арамејски језик је најчешће био познат као „сиријски језик“, у односу на домородачке (не-грчке) становнике историјског региона Сирије. Пошто се само име Сирије појавило као варијанта Асирије, и акадског Ашуруа, створен је сложен скуп семантичких феномена који су постали предмет интересовања и међу древним писци и савремени научници.
Реч Εβραιστι (Хебраисти) из Коине (грчког) језика је преведена као „арамејски“ у неким верзијама хришћанског Новог завета, пошто је арамејски у то време био језик којим су обично говорили Јевреји. Међутим, Εβραιστι се у овом тренутку доследно користи у грчком језику Коине да значи хебрејски, а Συριστι (Сиристи) се користи да значи арамејски. У библијском учењу, термин „Халдејац“ се годинама користио као синоним за арамејски, због његове употребе у књизи Данила и каснијег Јеронимовог тумачења.

## Географска распрострањеност употребе арамејског језика
Током Новоасирског и Нововавилонског царства, Арамејци, изворни говорници арамејског, почели су да се насељавају у већем броју, у почетку у Вавилонији, а касније у срцу Асирије, познатом и као „троугао Арбела“ (Асур, Нинивех и Арбела).  Прилив је на крају довео до тога да је Неоасирско царство (911–605. п. н. е.) усвојило царски арамејски под утицајем Акадије као лингуа франца свог царства. Ову политику су наставили краткотрајно Ново-Вавилонско царство и Медији, и сва три царства су постала оперативно двојезична у писаним изворима, уз арамејски коришћен уз акадски. Ахеменидско царство (539–323. п. н. е.) наставило је ову традицију, а велики утицај ових империја довео је до тога да је арамејски постепено постао лингуа франца већине западне Азије, Анадолије, Кавказа и Египта.
Почевши од успона Рашидунског калифата у касном 7. веку, арапски је постепено заменио арамејски као лингва франка Блиског истока. Међутим, арамејски остаје говорни, књижевни и литургијски језик за локалне хришћане, а такође и за неке Јевреје. Арамејски такође и даље говоре Асирци из северног Ирака, североисточне Сирије, југоисточне Турске и северозападног Ирана, са заједницама дијаспоре у Јерменији, Грузији, Азербејџану и јужној Русији. Мандејци такође настављају да користе класични мандајски као литургијски језик, иако већина сада говори арапски као свој први језик. Још увек постоји мали број оних који говоре први језик западно-арамејских варијанти у изолованим селима у западној Сирији.
Будући да су у контакту са другим регионалним језицима, неки неоарамејски дијалекти су често били укључени у међусобну размену утицаја, посебно са арапским, иранским и курдским.
Турбуленција у последња два века (нарочито геноцид у Асиру, такође познат као Сеифо, што на сиријском значи „мач“) довела је до распршивања говорника првог језика и књижевног арамејског широм света. Међутим, у северном Ираку постоји велики број асирских градова као што су Алкош, Бакхдида, Бартела, Тескопа и Тел Кепе, као и бројна мала села у којима је арамејски још увек главни говорни језик, а многи велики градови у овом региону такође имају Асирске заједнице које говоре неоарамејски, посебно Мосул, Ербил, Киркук, Дохук и ал-Хасаках. У савременом Израелу, једино старо становништво које говори арамејски су Јевреји Курдистана, иако језик изумире. Међутим, арамејски такође доживљава препород међу маронитима у Израелу у Јишу.

### Арамејски језик и дијалекти
О арамејском се често говори као о једном језику, али је у ствари група сродних језика. Неки арамејски језици се међусобно разликују више него што се романски језици међусобно разликују. Његова дуга историја, обимна литература и употреба од стране различитих верских заједница су фактори диверзификације језика. Неки арамејски дијалекти су међусобно разумљиви, док други нису, слично ситуацији са савременим варијантама арапског. Неки арамејски језици познати су под различитим именима; на пример, сиријски се посебно користи за описивање источне арамејске варијанте којом говоре сиријске хришћанске заједнице у северном Ираку, југоисточној Турској, североисточној Сирији и северозападном Ирану и хришћани Светог Томе у Керали, Индија. Већина дијалеката се може описати као "источни" или "западни", а линија раздвајања је отприлике Еуфрат, или нешто западно од њега. Такође је корисно направити разлику између оних арамејских језика који су модерни живи језици (често се називају „неоарамејским“), оних који су још увек у употреби као књижевни језици и оних који су изумрли и од интереса су само за научнике. Иако постоје неки изузеци од овог правила, ова класификација даје „старе“, „средње“ и „модерне“ периоде, поред „источних“ и „западних“ области, ради разликовања између различитих језика и дијалеката који су арамејски.

## Писмо
Најраније арамејско писмо било је засновано на феничанском писму. Временом је арамејски развио свој препознатљиви „квадратни“ стил. Древни Израелци и други народи Ханана усвојили су ово писмо за писање својих језика. Дакле, познатије је као хебрејско писмо. Ово је систем писања који се користи у библијском арамејском и другом јеврејском писању на арамејском. Други главни систем писања који се користи за арамејски развиле су хришћанске заједнице: курзивни облик познат као сиријско писмо. Мандејци користе веома модификовани облик арамејског писма, мандејско писмо.
Поред ових система писања, одређене деривате арамејског писма користиле су у античко доба одређене групе: набатејско писмо у Петри и палмирско писмо у Палмири. У модерно доба, Туројо (види доле) је понекад био написан латиничним писмом.

## Периодизација
Периодизација историјског развоја арамејског језика била је предмет посебног интересовања научника, који су предложили неколико типова периодизације, засноване на лингвистичким, хронолошким и територијалним критеријумима. Преклапање терминологије, коришћене у различитим периодизацијама, довело је до стварања неколико полисемичких термина, који се различито користе међу научницима. Термини као што су: староарамејски, древни арамејски, рани арамејски, средњоарамејски, касни арамејски (и неки други, попут палеоарамејског), коришћени су у различитим значењима, упућујући (по обиму или садржају) на различите етапе историјског развоја арамејског језика.
Најчешће коришћени типови периодизације су Клаус Бејер и Џозеф Фицмајер.
Периодизација Клауса Бејера (1929–2014):
- Стари арамејски, од најранијих записа, до 200. године нове ере
- Средњоарамејски, од 200. године нове ере, до око 1200. године нове ере
- Савремени арамејски, од 1200. године нове ере, до модерног времена

Периодизација Џозефа Фицмајера (1920–2016):
Стари арамејски, од најранијих записа, до регионалне истакнутости в. 700. п. н. е.
- Званични арамејски, од 700.  годинепне, до око 200. године п. н. е.
- Средњоарамејски, од 200. године п. н. е., до око 200. године нове ере
- Касноарамејски, од 200. године нове ере, до око 700. године нове ере
- Савремени арамејски, од 700. године нове ере, до модерног времена

Недавна периодизација Арона Батса:
- Стари арамејски, од најранијих записа, до око 538. године п. н. е.
- Ахеменидски арамејски, из 538. године п. н. е., до око 333. године п. н. е.
- Средњоарамејски, од 333. п. н. е., до око 200. године нове ере
- Касноарамејски, од 200. године нове ере, до око 1200. године нове ере
- Неоарамејски, од 1200. године нове ере, до модерног времена

## Стари арамејски језик
Дуга историја и разноврсна и распрострањена употреба арамејског довела је до развоја многих дивергентних варијетета, који се понекад сматрају дијалектима, иако су временом постали довољно различити да се сада понекад сматрају засебним језицима. Дакле, не постоји један јединствени, статични арамејски језик; свако време и место су имали своју варијацију. Распрострањенији источни арамејски језици су углавном ограничени на асирске, мандејске и мизрахијске јеврејске заједнице у Ираку, североисточној Сирији, северозападном Ирану и југоисточној Турској, док тешко угроженим западним неоарамејским језиком говоре мале хришћанске и муслиманске заједнице у Антилибанске планине и блиско сродне западне варијанте арамејског опстале су у планини Либан све до 17. века. Термин „староарамејски“ се користи да опише варијетете језика од његове прве познате употребе, па све до тачке која је грубо обележена успоном Сасанидског царства (224. године не), које је доминирало утицајним, источним дијалекатским регионом. Као такав, термин покрива преко тринаест векова развоја арамејског језика. Овај огроман временски распон укључује сав арамејски језик који је сада фактички изумро. Што се тиче најранијих облика, Бејер сугерише да писани арамејски вероватно потиче из 11. века пре нове ере, како је утврђено у 10. веку, у који он датира најстарије натписе северне Сирије. Хајнрихс користи мање контроверзан датум 9. век, за који постоји јасно и широко распрострањено сведочење.
Централна фаза у развоју старог арамејског језика била је његова званична употреба у Неоасирско царство (911–608. године п. н. е.), Нео-Вавилонско царство (620–539. године п. н. е.) и Ахеменидско царство (500–330. године п. н. е.). Период пре овога, назван „древни арамејски“, довео је до развоја језика од говора у арамејским градовима-државама да постане главно средство комуникације у дипломатији и трговини широм Месопотаније, Леванта, и Египат. Након пада Ахеменидског царства, локални народни говори постали су све истакнутији, што је подстакло дивергенцију арамејског дијалекатски континуум и развој различитих писаних стандарда.

### Древни арамејски језик
„Древни арамејски језик“ се односи на најранији познати период језика, од његовог настанка до његовог настанка, лингуа франца Плодног полумесеца. Био је то језик арамејских градова-држава Дамаска, Хамата и Арпада.
Постоје натписи који сведоче о најранијој употреби језика, која датира из 10. века пре нове ере. Ови натписи су углавном дипломатски документи између арамејских градова-држава. Чини се да је арамејско писмо у овом раном периоду засновано на феничанском писму, а у писаном језику постоји јединство. Чини се да је временом у источним областима Арама из овога почело да се развија префињеније писмо, прилагођено потребама језика. Због све веће миграције Арамејаца ка истоку, западна периферија Асирије постала је двојезична на акадском и арамејском бар већ средином 9. века пре нове ере. Пошто је Новоасирско царство освојило арамејске земље западно од Еуфрата, Тиглат-Пилесар ИИИ је учинио арамејски другим званичним језиком Царства и на крају је потпуно истиснуо акадски језик.
Од 700. године пре нове ере древни арамејски језик је почео да се шири у свим правцима, али је изгубио велики део свог јединства. Различити дијалекти овог језика су се појавили у Асирији, Вавилонији, Леванту и Египту. Око 600. године пре нове ере, Адон, ханански краљ, користио је арамејски језик да пише египатском фараону.

### Царски арамејски језик
Око 500. године пре нове ере, након ахеменидског (персијског) освајања Месопотамије под Даријем I, освајачи су усвојили арамејски језик (како се користио у том региону) као „средство за писану комуникацију између различитих региона огромног царства са различитим народима и различитог језика. Може се претпоставити да је употреба једног званичног језика, који је модерна наука назвала званични арамејски или царски арамејски, у великој мери допринела запањујућем успеху Ахеменида у одржавању свог - разбијали империју све док су то чинили“. Године 1955. Ричард Фрај је довео у питање класификацију царског арамејског језика као „званичног језика“, напомињући да ниједан сачувани едикт није изричито и недвосмислено дао тај статус било ком одређеном језику.  Фрај поново класификује царски арамејски језик као лингуа франка ахеменидских територија, сугеришући тада да је употреба арамејског језика у Ахеменидској ери била распрострањенија него што се генерално мислило.
Царски арамејски језик је био високо стандардизован; његова ортографија је била заснована више на историјским коренима него на било ком говорном дијалекту, а неизбежни утицај персијског језика дао је овом језику нову јасноћу и робусну флексибилност. Вековима након пада Ахеменидског царства (330. године пре нове ере), царски арамејски језик – или његова верзија довољно блиска да би била препознатљива – остаће утицај на различите изворне иранске језике. Арамејско писмо и – као идеограми – арамејски речник ће преживети као суштинске карактеристике пахлави писама.
Једна од највећих колекција царских арамејских текстова је она у Управном архиву Персепоља, пронађена у Персепољу, која броји око пет стотина. Многи од постојећих докумената који сведоче о овом облику арамејског потичу из Египта, а посебно Елефантине (види Елепхантински папирус). Од њих је најпознатија Прича о Ахикару, књига поучних афоризама која је по стилу прилично слична библијској Књизи изрека. Консензус из 2022. године сматра да је арамејски део библијске књиге Данила (тј. 2:4б–7:28) пример царског (званичног) арамејског језика.
Ахеменидски арамејски језик је довољно уједначен да је често тешко знати где је написан неки конкретан пример језика. Само пажљиво испитивање открива повремену позајмљеницу из локалног језика.
Откривена је група од тридесет арамејских докумената из Бактрије, а анализа је објављена у новембру 2006. године. Текстови, који су изведени на кожи, одражавају употребу арамејског језика у 4. веку пре нове ере Ахеменидској администрацији Бактрије и Согдије.

### Библијски арамејски језик
Библијски арамејски је арамејски који се налази у четири одвојена одељка Библије:
- Езра[83] – документи из периода Ахеменида (5. век пре нове ере) који се односе на обнову храма у Јерусалиму.
- Данило[84] – пет прича и апокалиптичка визија.[85]
- Јеремија 10:11 – једна реченица у средини јеврејског текста који осуђује идолопоклонство.
- Постанак[86] – превод хебрејског имена места.

Библијски арамејски језик је донекле хибридни дијалект. Претпоставља се да је неки библијски арамејски материјал настао и у Вавилонији и у Јудеји пре пада династије Ахеменида.
Библијски арамејски језик је представљао различите изазове за писце који су се бавили раним библијским студијама. Од времена Јеронима Стридонског (умро 420. године нове ере), арамејски у Библији је назван „халдејским“ (халдејски, халдејски). Та ознака је остала уобичајена у раним арамејским студијама и задржала се све до деветнаестог века. „Халдејски погрешан назив“ је на крају напуштен, када су модерне научне анализе показале да арамејски дијалект који се користи у хебрејској Библији није повезан са древним Халдејцима и њиховим језиком.

## Савремени арамејски језик
Како су западноарамејски језици Леванта скоро изумрли у нелитургијској употреби, најплоднији говорници неоарамејских дијалеката у 21. веку су говорници источноарамејског, а најбројнији су централни неоарамејски и североисточни неоарамејски говорници Месопотамије. Ово укључује говорнике асирског (235.000 говорника) и халдејске (216.000 говорника) варијанти Сурета и Туроио (112.000 до 450.000 говорника). Пошто су више од миленијума углавном живели у удаљеним областима као изоловане заједнице, преостали говорници модерних арамејских дијалеката, као што су Асирци и Мизрахи Јевреји, избегли су лингвистичке притиске које су искусили други током великих језичких промена које су довеле до пролиферације других језицима међу онима који их раније нису говорили, најскорије арабизација Блиског истока и северне Африке од стране Арапа почевши од раних муслиманских освајања у седмом веку.

### Савремени источни арамејски језик
Савремени источни арамејски језик постоји у великом броју дијалеката и језика. Постоји значајна разлика између арамејског језика којим говоре Асирци, Мизрахи Јевреји и Мандејци, са међусобно неразумљивим варијацијама унутар сваке од ових група.
Хришћанске варијанте североисточног неоарамејског језика често се називају „асирски“, „халдејски“ или „источносиријски“ језик, а говоре их Асирци у северном Ираку, североисточној Сирији, југоисточној Турској, северозападном Ирану и у дијаспори. Међутим, они такође имају корене у бројним претходно неписаним локалним арамејским варијантама и, у неким случајевима, чак садрже акадске утицаје. Ови варијетети нису само директни потомци језика Јефрема Сирина, који је био класично сиријски језик.
Јудео-арамејски језици се сада углавном говоре у Израелу, а већина се суочава са изумирањем. Јеврејске сорте које потичу из заједница које су некада живеле између језера Урмија и Мосула нису све међусобно разумљиве. На неким местима, на пример Урмија, хришћански Асирци и Јевреји Мизрахи говоре међусобно неразумљиве варијанте североисточног неоарамејског језика на истом месту. У другима, на пример у равници Ниниве око Мосула, варијанте ове две етничке групе су довољно сличне да дозвољавају разумљив разговор.
Модерни централни неоарамејски, који се налази између западног неоарамејског и североисточног неоарамејског, генерално је представљен Туројо, језиком Асираца/Сираца Тур Абдина. Сродни неоарамејски језик, Млахсо, недавно је изумро.
Мандејци који живе у провинцији Кхузестан у Ирану и раштркани по целом Ираку, говоре неомандајски. Прилично се разликује од било које друге арамејске сорте. Мандеанци броје неких 50.000–75.000 људи, али се верује да неомандајски сада може течно говорити само 5.000 људи, док други Мандеанци имају различит ниво знања.

### Савремени западни арамејски језик
Веома мало остатака западно-арамејског језика је данас. Његов једини преостали народни језик је западни неоарамејски језик, који се још увек говори у селима Малула и Јубадин на сиријској страни Антилибанских планина, као и код неких људи који су мигрирали из ових села, у Дамаск и друга већа градови Сирије. Бакха је потпуно уништен током рата и сви преживели су побегли у друге делове Сирије или у Либан. Сви ови говорници савременог западно-арамејског језика течно говоре и арапски језик. Други западно-арамејски језици, као што су јеврејски палестински арамејски и самаритански арамејски, сачувани су само у литургијској и књижевној употреби.

## Популарна култура
Арамејски језик је употребљен у филму Мела Гибсона „Страдање Христово”.

## Неке арамејске речи
Име града Малула (Малула) на арамејском језику значи улаз и указује на положај насеља у кланцу уског планинског превоја.
Неке арамејске речи из Новог Завета, али и из других језика, и њихово значење су: 
- Голгота - гола глота, глава, место лобање,
- сабахтани - забаталити, заборавити (Или, Или лима сабахтани),
- иаде - мама;
- баба - тата;
- качке - дјевојке;
- бејто - дом, кућа;
- оно - ја;
- зано - идемо;
- шломо - поздрав, добар дан;
- тауди - хвала;
- ханије - добар тек;
- хубо - љубав, живјели;
- лахмо - крух;...